# Puente la Reina
Puente la Reina (în bască Gares) este o localitate în Navarra, Spania.